# Leo Lalonde Memorial Trophy
Leo Lalonde Memorial Trophy je hokejová trofej, která je každoročně udělovaná nejvšestrannějšímu hráči ligy Ontario Hockey League. Trofej je pojmenována po Leo Lalondovi, bývalém scoutovi z úřadu centrálního scoutingu OHL.

## Vítězové Leo Lalonde Memorial Trophy
- 2017-18 Aaron Luchuk, Windsor Spitfires/Barrie Colts
- 2016-17 Darren Raddysh, Erie Otters
- 2015-16 Kevin Labanc, Barrie Colts
- 2014-15 Joseph Blandisi, Barrie Colts
- 2013-14 Dane Fox, Erie Otters
- 2012–13 Charles Sarault, Sarnia Sting
- 2011–12 Andrew Agozzino, Niagara IceDogs
- 2010–11 Jason Akeson, Kitchener Rangers
- 2009–10 Bryan Cameron, Barrie Colts
- 2008–09 Justin DiBenedetto, Sarnia Sting
- 2007–08 Michael Swift, Niagara IceDogs
- 2006–07 Tyler Donati, Belleville Bulls
- 2005–06 Ryan Callahan, Guelph Storm
- 2004–05 Andre Benoit, Kitchener Rangers
- 2003–04 Martin St. Pierre, Guelph Storm
- 2002–03 Chad LaRose, Plymouth Whalers
- 2001–02 Cory Pecker, Erie Otters
- 2000–01 Randy Rowe, Belleville Bulls
- 1999–00 Dan Tessier, Ottawa 67's
- 1998–99 Ryan Ready, Belleville Bulls
- 1997–98 Bujar Amidovski, Toronto St. Michael's Majors
- 1996–97 Zac Bierk, Peterborough Petes
- 1995–96 Aaron Brand, Sarnia Sting
- 1994–95 Bill Bowler, Windsor Spitfires
- 1993–94 B.J. MacPherson, North Bay Centennials
- 1992–93 Scott Hollis, Oshawa Generals
- 1991–92 John Spoltore, North Bay Centennials
- 1990–91 Joey St. Aubin, Kitchener Rangers
- 1989–90 Iain Fraser, Oshawa Generals
- 1988–89 Stan Drulia, Niagara Falls Thunder
- 1987–88 Len Soccio, North Bay Centennials
- 1986–87 Mike Richard, Toronto Marlboros
- 1985–86 Steve Guenette, Guelph Platers
- 1984–85 Dunc MacIntyre, Belleville Bulls
- 1983–84 Don McLaren, Ottawa 67's